# Emoji de destellos

El emoji de destellos.

El emoji de destellos (✨) es un emoji que tiene una estrella grande rodeada de estrellas más pequeñas. Originario de Japón para representar destellos utilizados en anime y manga, los destellos se utilizan a menudo como énfasis en el texto al rodear palabras o frases con ellos. Es el tercer emoji más utilizado en el mundo en Twitter en 2021, y desde principios de la década de 2020 lo han utilizado las principales empresas de software para representar la inteligencia artificial.

## Desarrollo
Según Emojipedia, el emoji de destellos fue utilizado por primera vez por los operadores móviles japoneses SoftBank, Docomo y au a fines de la década de 1990. El emoji se agregó a Unicode 6.0 en 2010 y a Emoji 1.0 en 2015.
En algunas plataformas, el emoji de destellos ha sido multicolor, mientras que en otras ha sido de un solo color. Los destellos de Twitter y Microsoft han pasado de ser multicolores a ser de un solo color. La versión del emoji de Samsung anteriormente tenía un cielo nocturno en el fondo.

## Uso

### Comunicación interpersonal
El emoji de destellos originalmente estaba destinado a representar el uso de destellos en el anime y manga japonés, donde los destellos se utilizan para representar belleza, felicidad o asombro. El emoji tiene varios significados y depende del contexto. A partir de finales de la década de 2010 o alrededor de 2020, el emoji comenzó a usarse para rodear palabras o frases para usarlas como énfasis. También se puede utilizar como sarcasmo, ironía o como una forma de burlarse de la gente. Sin emojis, esto podría representarse con virgulilla s o asterisco s, por ejemplo, «~tildes~» o «~*asterisco más tilde*~». El emoji de destellos se puede usar para representar estrellas en un texto, para representar limpieza o para significar «orgasmo» al realizar sexteo.
En septiembre de 2021, el emoji de destellos superó al emoji de la cara de súplica (🥺) para convertirse en el tercer emoji más utilizado en el mundo según Emojipedia, con aproximadamente el 1 por ciento de todos los tuits conteniendo el emoji de destellos.

### Inteligencia artificial

El logotipo del chatbot Gemini contiene un destello.

A principios de la década de 2020, el emoji de destellos comenzó a usarse como ícono para representar la inteligencia artificial (IA). Entre las empresas que utilizan los emojis de esta manera se incluyen Google, OpenAI, Samsung, Microsoft, Adobe, Spotify y Zoom. A partir de agosto de 2024, siete de las 10 principales empresas de software por capitalización de mercado utilizan los emojis de destellos con IA. OpenAI tiene diferentes versiones de destellos para diferentes versiones de los modelos que utiliza ChatGPT. Una explicación es que estas empresas están utilizando el emoji de destellos como una forma de comercializar la IA como «mágica». Comercializar la tecnología como «magia» ya se había utilizado antes que la IA, en particular por parte de Apple. Otra explicación dada por los diseñadores y vendedores que deciden usar el emoji de destellos para representar a la IA es simplemente que todos los demás lo hacen, lo que lo hace familiar para los usuarios.
Alrededor de 2024, algunas de estas empresas comenzaron a eliminar dos de las estrellas más pequeñas de los emojis en sus servicios de IA y mantuvieron la estrella grande; un ejemplo es el chatbot Gemini de Google.
A principios de 2024, el Nielsen Norman Group proporcionó a los sujetos de prueba la estrella de forma aislada y descubrió que las personas no asociaban el símbolo con la IA, sino principalmente con la «optimización» o «marcar como favorito o guardar un elemento».